# Секли
Секли (итал. Seclì) — коммуна в Италии, располагается в регионе Апулия, в провинции Лечче.
Население составляет 1909 человек (2008 г.), плотность населения составляет 238 чел./км². Занимает площадь 8 км². Почтовый индекс — 73050. Телефонный код — 0836.
Покровителем коммуны почитается святой апостол Павел, празднование 25 января, 31 июля.

## Демография
Динамика населения:

## Администрация коммуны
- Официальный сайт: http://www.comune.secli.le.it/